# Биссинг, Фридрих Вильгельм фон
Фридрих Вильгельм фон Биссинг (нем. Friedrich Wilhelm von Bissing; 22 апреля 1873, Потсдам — 12 января 1956, Обераудорф-на-Инне) — немецкий египтолог, археолог, профессор (1906), доктор наук (1896). Член Баварской академии наук.

## Биография
Сын прусского генерала Морица фон Биссинга. Изучал классическую филологию, археологию, египтологию и историю искусства в университетах Бонна и Берлина. Ученик Адольфа Эрмана.
В 1896 получил научную степень доктора наук (диссертация на тему статистических таблиц фараона Тутмоса III —«De tabula quam dicunt statistica Tuthmosis III commentatio»).
В 1897—1898 принимал участие в работе над созданием Берлинского словаря египетского языка в Прусской академии наук.
Длительное время провёл на раскопках в Египте. Вместе с Людвигом Борхардтом, египтологом, открывшим миру Нефертити, проводил археологические раскопки большого солнечного храма, построенного фараоном Ниусерра в местности Абу-Гораб. Расходы на раскопки покрывал за счет собственных средств.
Ему принадлежит важная роль в составлении «Общего каталога» Каирского египетского музея (Catalogue général des antiquités Egyptiennes du Musée du Caire).
После возвращения из Египта с 1901 года работал в Мюнхенском университете, сперва — доцентом, позже — профессором. Собрал большую библиотеку и богатую коллекцию древностей.
С 1922 года до выхода на пенсию в 1926 году, был профессором в Университете Утрехта. Последние 30 лет своей жизни занимался приватной научной деятельностью в г. Обераудорф-на-Инне.
Помимо научной деятельности, Ф. фон Биссинг был реакционным политиком, убеждённым националистом, антисемитом и выступал против католической церкви. С 1925 года — член НСДАП, был другом Рудольфа Гесса . Награждён Золотым партийным знаком.
Был ревностным протестантом, членом Генерального Синода Евангелическо-лютеранской церкви Баварии.

## Избранные труды
- Ein thebanischer Grabfund aus dem Anfang des neuen Reichs, 1900
- Die Mastaba des Gem-ni-kai, 1905
- Das re-heiligtum des königs Ne-woser-re (Rathures), 1905 (в соавт. с Людвигом Борхардтом).
- Einführung in die Geschichte der ägyptischen Kunst von den ältesten Zeiten bis auf die Römer, 1908
- Denkmäler ägyptischer sculptur, 1911.
- Die Kultur des alten Ägyptens, 1913
- Denkmäler ägyptischer Sculptur, 1914
- Die Kriegsziele unserer Feinde (Bibliothek für Volks- und Weltwirtschaft Heft 20), Dresden 1916
- Die Bedeutung der orientalischen Kunstgeschichte für die allgemeine Kunstgeschichte, 1922
- Agyptische Kultbilder der Ptolomaier- und Römerzeit, 1936.[2]